# Australia en los Juegos Paralímpicos de Lillehammer 1994
Australia estuvo representada en los Juegos Paralímpicos de Lillehammer 1994 por seis deportistas masculinos.

## Medallistas
El equipo paralímpico australiano obtuvo las siguientes medallas:
| Nombre          | Deporte      | Evento                         |
| --------------- | ------------ | ------------------------------ |
| Oro             |              |                                |
| Michael Norton  | Esquí alpino | Eslalon LWXI masculino         |
| Michael Norton  | Esquí alpino | Supergigante LWXI masculino    |
| Michael Milton  | Esquí alpino | Eslalon gigante LW2 masculino  |
| Plata           |              |                                |
| James Patterson | Esquí alpino | Descenso LW9 masculino         |
| Michael Milton  | Esquí alpino | Eslalon LW2 masculino          |
| Bronce          |              |                                |
| Michael Milton  | Esquí alpino | Descenso LW2 masculino         |
| Michael Milton  | Esquí alpino | Supergigante LW2 masculino     |
| David Munk      | Esquí alpino | Eslalon gigante LWXI masculino |
| James Patterson | Esquí alpino | Eslalon gigante LW9 masculino  |